# Darren Barnet
Darren Charles Barnet (Los Angeles, 27 aprile 1991) è un attore statunitense.

## Biografia
Nato a Los Angeles da madre svedese di origine giapponese e padre americano di origine tedesca e cherokee, Barnet è nipote del musicista swing Charlie Barnet. Barnet e sua madre si trasferirono alla periferia di Orlando, in Florida, quando aveva 12 anni. Si è diplomato alla Dr. Phillips High School nel 2009, dove è stato il capitano della squadra di lacrosse. Si è laureato al Berry College con un Bachelor of Arts nel 2013, dove ha recitato in opere teatrali e cortometraggi. Dall'età di cinque anni, voleva diventare un attore, ma non ha seriamente perseguito la recitazione fino al college. Barnet parla giapponese e spagnolo e ha studiato francese.

## Carriera
Nel 2019, Barnet ha recitato in un ruolo episodico nella sitcom Netflix La famiglia McKellan (Family Reunion).
Ad aprile 2020, Barnet ha iniziato a interpretare il ruolo di Paxton Hall-Yoshida nella serie televisiva in streaming teen comedy-drama Never Have I Ever su Netflix, personaggio che rappresenta l'oggetto della cotta di Devi Vishwakumar, la protagonista della serie interpretata da Maitreyi Ramakrishnan. I media hanno evidenziato la differenza d'età di quasi 11 anni tra Barnet e Ramakrishnan, con Barnet che aveva 29 anni all'inizio della serie.
Sia Never Have I Ever sia la performance di Barnet hanno ricevuto recensioni positive, con Netflix che ha rilevato che la serie è stata vista da 40 milioni di famiglie in tutto il mondo dalla sua uscita.
Il mese successivo, Barnet è apparso in un breve ruolo come Wilfred "Freddy" Malick nella settima stagione della serie televisiva Agents of S.H.I.E.L.D. di ABC e Marvel. Più tardi, nello stesso anno, ha recitato nel film sex comedy direct-to-video di Universal Pictures American Pie Presents: Girls' Rules.
Nel 2021, Barnet ha fatto parte di un cast corale nel film horror comedy Untitled Horror Movie. Il film è stato distribuito su Prime Video, iTunes e Vudu, ed è stato accolto positivamente da critica e pubblico, con lodi per le performance del cast. Nel luglio 2021, ha ripreso il ruolo di Paxton Hall-Yoshida nella seconda stagione di Never Have I Ever su Netflix. Infine, nel novembre 2021, Barnet ha recitato nel film romantico-commedia natalizio di Netflix Love Hard.
Ad aprile 2022, Barnet è diventato il primo ambasciatore di marca maschile per Victoria's Secret PINK e per la collezione "Gender Free" del brand. Successivamente, nello stesso mese, ha prestato la voce del protagonista Yuichi Usagi nella serie animata d'azione-commedia di Netflix Samurai Rabbit - Le avventure di Usagi.
Barnet è tornato per la terza e la quarta stagione di Non ho mai... (Never Have I Ever).
Ha recitato e lavorato come produttore nel film drammatico/thriller psicologico Apophenia di Michael Leo DeAngelo.
Barnet ha dato voce a Taigen nella serie anime d'azione-avventura Blue Eye Samurai di Netflix. Inoltre, ha prestato la voce al personaggio principale, Jak, nel videogioco Immortals of Aveum di Ascendant Studios, uscito ad agosto 2023.
Barnet ha interpretato Matty Davis nel film sportivo Gran Turismo, basato sulla storia vera di Jann Mardenborough.
La sua uscita più recente è stata il film commedia romantica del 2023 Tutti tranne te (Anyone But You), con Sydney Sweeney e Glen Powell, che ha ricevuto recensioni generalmente favorevoli.
La sua prossima uscita è stata Road House, un film d'azione con Jake Gyllenhaal.
Attualmente, interpreta un ruolo nella serie sequel di Jurassic World - Nuove avventure intitolata Jurassic World - Teoria del caos, prestando la voce al personaggio di Kenji Kon, in sostituzione di Ryan Potter dalla serie precedente.

## Filmografia

### Cinema
- American Pie Presents: Girls' Rules, regia di Mike Elliott (2020)
- Untitled Horror Movie, regia di Nick Simon (2021)
- Love Hard, regia di Hernán Jiménez (2021)
- Gran Turismo - La storia di un sogno impossibile (Gran Turismo), regia di Neill Blomkamp (2023)
- Tutti tranne te (Anyone But You), regia di Will Gluck (2023)
- Road House, regia di Doug Liman (2024)

### Televisione
- This Is Us – serie TV, episodio 1x11 (2017)
- Criminal Minds – serie TV, episodio 12x20 (2017)
- S.W.A.T. – serie TV, episodio 1x05 (2017)
- Turnt – serie TV, 17 episodi (2018)
- Instakiller - film TV (2018)
- La famiglia McKellan (Family Reunion) – serie TV, episodio 1x07 (2019)
- Non ho mai... (Never Have I Ever) – serie TV, 39 episodi (2020-2023)
- Agents of S.H.I.E.L.D. – serie TV, episodi 7x01-7x02 (2020)
- Chicago Med – serie TV (2024-2025)
- Chicago Fire – serie TV, episodio 13x11 (2025)
- Chicago P.D. – serie TV, episodio 12x11 (2025)

### Doppiatore
- Samurai Rabbit - Le avventure di Usagi - serie animata (2022)
- Skull Island - serie animata (2023)
- Blue Eye Samurai - serie animata (2023)
- Immortals of Aveum – videogioco (2023)
- Jurassic World - Teoria del caos (Jurassic World: Chaos Theory) – serie animata (2024-in corso)

## Doppiatori italiani
Nelle versioni in italiano delle opere in cui ha recitato, Darren Barnet è stato doppiato da:
- Emanuele Ruzza in Love Hard, Gran Turismo - La storia di un sogno impossibile
- Manuel Meli in Tutti tranne te, Chicago Med
- Alessio Puccio in Agents of S.H.I.E.L.D.
- Alex Polidori in Non ho mai...
- Gabriele Vender in Road House

Da doppiatore è stato sostituito da:
- Gabriele Donolato in Immortals of Aveum
- Gabriele Vender in Samurai Rabbit - Le avventure di Usagi
- Federico Campaiola in Jurassic World - Teoria del caos